# Rolandas Vingilis
Rolandas Vingilis (*  31. August 1965) ist ein litauischer Manager, Vizepräsident und Vorstandsmitglied des Konzerns „MG Baltic“, Vorstandsvorsitzender der Holding UAB „MG Valda“ und Vorstandsmitglied der UAB „MG Baltic Trade“.

## Leben
Nach dem Abitur absolvierte Rolandas Vingilis das Diplomstudium an der Lietuvos žemės ūkio akademija. 
Von 1992 bis 1994 war er Direktor der Filiale Vilnius von UAB „Inovacinė firma INIT“. Von 1994 bis 1998 leitete er UAB „Trading M.J.D.“ und seit 1996 die UAB „Troja“ als Direktor. Von 1997 bis 1999 war er stellvertretender Direktor der UAB „Trojos prekyba“, von 1998 bis 1999 kommissarischer Direktor der m. UAB „Trojina“.
Er ist Vorstandsmitglied des Restaurantsverbands Lietuvos viešbučių ir restoranų asociacija.
Er ist verheiratet und hat einen Sohn und drei Töchter.

## Quelle
- Leben

| Personendaten    | Personendaten |
| ---------------- | --- |
| NAME             | Vingilis, Rolandas |
| KURZBESCHREIBUNG | litauischer Manager, Vizepräsident und Vorstandsmitglied des Konzerns „MG Baltic“, Vorstandsvorsitzende der Holding UAB „MG Valda“ und Vorstandsmitglied der UAB „MG Baltic Trade“ |
| GEBURTSDATUM     | 31. August 1965 |